# فلاديمير قبرانوف
فلاديمير قبرانوف أو كبرانوف (بالبلغارية: Владимир Кабранов)‏؛ من مواليد 22 سبتمبر 1986 في بيتريتش في بلغاريا، هو لاعب كرة قدم بلغاري يلعب في صفوف بيلاسيتسا بيتريتش في مركز خط الوسط.